# Weyauwega (Wisconsin)
Weyauwega – miasto w Stanach Zjednoczonych, w stanie Wisconsin, w hrabstwie Waupaca.